# Comuna Savînți, Sribne
Savînți (în ucraineană Савинці) este o comună în raionul Sribne, regiunea Cernihiv, Ucraina, formată din satele Hukalivka și Savînți (reședința).

## Demografie
Componența lingvistică a comunei Savînți
     Ucraineană (97,77%)
     Rusă (2,23%)
Conform recensământului din 2001, majoritatea populației comunei Savînți era vorbitoare de ucraineană (97,77%), existând în minoritate și vorbitori de rusă (2,23%).